# Mikroregion São Carlos

Mikroregion São Carlos

Mikroregion São Carlos – mikroregion w brazylijskim stanie São Paulo należący do mezoregionu Araraquara.

## Gminy
- Analândia
- Descalvado
- Dourado
- Ibaté
- Ribeirão Bonito
- São Carlos